# Helga Braunrath
Helga Braunrath (* 29. August 1944, geborene Jakwerth, in Loipersbach im Burgenland) ist eine ehemalige, österreichische BHS-Professorin und Politikerin (ÖVP). Braunrath war von 1991 bis 2005 Abgeordnete zum Burgenländischen Landtag.

## Ausbildung und Beruf
Braunrath wurde als Tochter des Zollwachebeamten Eduard Jakwerth aus Langenzersdorf geboren. Sie besuchte die Volks- und Hauptschule in Langenzersdorf und im Anschluss die Handelsakademie III in Wien-Josefstadt. Nach dem Abschluss der Schule mit der Matura 1962 studierte Braunrath an der Hochschule für Welthandel und erwarb 1966 den akademischen Grad Dkfm. Sie war danach zwei Jahre in einer Bank tätig und wurde 1970 Lehrerin an der Landesberufsschule Eisenstadt. Seit 1970 ist Braunrath BHS-Professorin an der Handelsakademie Eisenstadt.

## Politik
Braunrath war ab 1975 im ÖAAB tätig und engagierte sich in der Stadt-, Bezirks- und Landesleitung. 1983 wurde sie zur ÖAAB-Landesobmann-Stellvertreterin gewählt, ab 1984 gehörte sie dem Landesvorstand der Gewerkschaft öffentlicher Dienst an. Ab 1991 war Braunrath zudem Mitglied der Bundesparteileitung des ÖAAB. 
1987 zog Braunrath als Gemeinderätin in den Gemeinderat der Stadt Eisenstadt ein. Sie war zwischen 1989 und 1992 ÖVP-Fraktionsvorsitzende und  ab 1992 Mitglied des Eisenstädter Stadtsenats. Innerparteilich war sie zudem zwischen 1988 und 1992 Landesparteiobmann-Stellvertreterin. Ab 2000 war Braunrath geschäftsführende Bezirksvorsitzende der ÖVP-Eisenstadt. Braunrath vertrat die ÖVP zwischen dem 18. Juli 1991 und dem 16. Mai 2004 im Landtag.